# Xã Wabedo, Quận Cass, Minnesota
Xã Wabedo (tiếng Anh: Wabedo Township) là một xã thuộc quận Cass, tiểu bang Minnesota, Hoa Kỳ. Năm 2010, dân số của xã này là 341 người.